# オーロフ2世 (デンマーク王)
オーロフ2世（デンマーク語：Oluf II Håkonsen, ノルウェー語：Olav IV Håkonsson, 1370年 - 1387年8月23日）は、デンマーク王（オーロフ2世（3世）、在位：1376年 – 1387年）及びノルウェー王（オーラヴ4世ホーコンソン、在位：1380年 - 1387年）。父はノルウェー国王ホーコン6世。母はデンマーク王ヴァルデマー4世の次女マルグレーテ1世。

## 生涯
1375年に母方の祖父ヴァルデマー4世が嗣子無くして死去し、オーロフは従兄メクレンブルク＝シュヴェリーン公アルブレヒト4世と王位継承を争ったものの、母マルグレーテがデンマーク王国参事会と結びオーロフをデンマーク王位につけることに成功した。1380年、父王ホーコン6世が死去すると、ノルウェー王位も継承した。幼少であった為、両国の実際の政治は摂政となった母によって行なわれた。1387年、17歳の若さで夭折、ここにノルウェー王家は一時断絶してしまった。
死後、両国の王位は従甥にあたるエーリク・ア・ポンメルンが継ぐこととなる。